# Iljuschin DB-3
Die Iljuschin DB-3 (russisch Ильюшин ДБ-3) war ein zweimotoriger Bomber und zusammen mit ihrer Weiterentwicklung Il-4 sowie der Pe-8 von Wladimir Petljakow der wichtigste Typ der sowjetischen Fernfliegerkräfte im Zweiten Weltkrieg. Mit diesem Typ flogen die sowjetischen Luftstreitkräfte in der Nacht zum 8. August 1941 erstmals einen Bombenangriff auf Berlin. Das Kürzel DB steht für Dalni Bombardirowschtschik (russisch Дальний бомбардировщик), Langstreckenbomber.

## Entwicklung
Die Entwicklung begann 1934 im Konstruktionsbüro von Sergei Iljuschin als Konkurrenzmuster der Tupolew ANT-37. Am 1. Juli 1935 flog der erste noch in Gemischtbauweise gefertigte Prototyp ZKB-26, ausgerüstet mit zwei Gnome-Rhône-14k-Motoren, gesteuert von Testpilot Wladimir Kokkinaki. Am 28. August 1935 stellte Iljuschin den Prototyp Regierungsvertretern vor, die für 1936 ein Erprobungsflugzeug in Ganzmetallbauweise und mit voller Bewaffnung verlangten.
Eine zweite Maschine mit zwei M-85-Motoren, dem Lizenzbau des französischen 14k-Triebwerks jedoch mit geringerer Haltbarkeit und höherem Verbrauch, und der Bezeichnung ZKB-30 „Moskwa“ begann mit Wladimir Kokkinaki am Steuer am 31. März 1936 die Flugerprobung. Stalin ließ sich am 1. Mai 1936 die Maschine vorführen und forderte die Serienfertigung schon ab Mitte des Jahres. Als Kokkinaki mit dem neuen Typ zwischen Juli und September 1936 fünf verschiedene Nutzlast-Weltrekorde erfliegen und die Leistungsfähigkeit der ZKB-26 am 24. August 1936 auf der Tuschinoer Luftparade der Öffentlichkeit demonstrieren konnte – er flog mehrere Loopings – begann noch im gleichen Jahr die Serienfertigung unter der Bezeichnung DB-3B.
1937 übernahmen die Luftstreitkräfte die ersten Maschinen in die Truppenerprobung, wobei die Piloten die unzuverlässigen Motoren und das schwache Fahrwerk bemängelten, die zu mehreren Unfällen führten.

## Einsatz

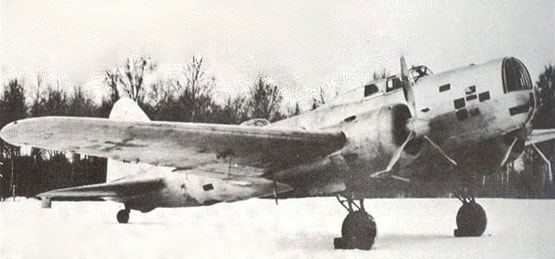
Erbeutete DB-3

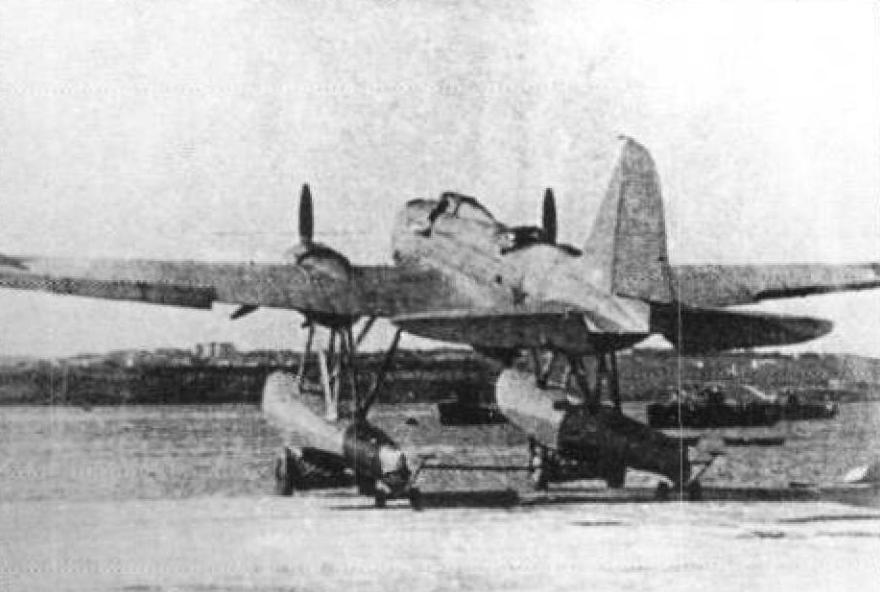
Schwimmerversion DB-3TP

Die DB-3 wurde bis 1941 gebaut und erschien in verschiedenen Ausführungen, unter anderem neben der Bomberversion noch als Torpedobomber für die sowjetischen Marinefliegerkräfte.
Im Juli 1938 gelang W. Kokkinaki und dem Navigator A. M. Brijandinski mit der ZKB-30 ein Fernflug über 7850 km in den Fernen Osten. Nach der Rückkehr präsentierte er das Flugzeug am 18. August 1938 auf der Luftparade in Tuschino. Internationales Aufsehen erregte 1939 der Flug von Kokkinaki und dem Navigator Gordijenko, ebenfalls mit der Moskwa.  Am 29. April starteten sie in Moskau mit Ziel New York. Nach 8.000 Kilometern, widrigsten Wetterverhältnissen über Labrador, dem Verbrauch sämtlichen Treibstoffs und des Sauerstoffvorrates landete Kokkinaki mit eingezogenem Fahrwerk neben dem Leuchtturm der Insel Miscou in New Brunswick, Kanada. Die DB-3 befand sich 22 Stunden und 56 Minuten in der Luft, was einer Durchschnittsgeschwindigkeit von 348 km/h entsprach.
Mitte 1939 schickte die Sowjetunion 24 DB-3 samt Besatzungen nach China, wo diese Angriffe auf den von den Japanern besetzten Flugplatz Hankou flogen, wobei mindestens 140 japanische Flugzeuge vernichtet wurden. Drei DB-3 gingen verloren. Ab Sommer 1940 flogen chinesische Besatzungen die Maschinen, so dass die sowjetischen Besatzungen zurückkehrten.
Im sowjetisch-finnischen Winterkrieg kam die DB-3 vom ersten Tag an mit vier Geschwadern zum Einsatz. Der erste Einsatz auf finnische Küstenschutzschiffe endete jedoch aufgrund mangelnder Vorbereitung und schlecht ausgebildeten Piloten erfolglos und mit dem Abschuss dreier Maschinen. Der Krieg offenbarte große Mängel an der Vorbereitung der Kommandeure und Besatzungen. Es gingen in den drei Monaten mehr als 50 Maschinen verloren. Die Erfahrungen der Einsätze führten zu einer Verbesserung der Abwehrbewaffnung und einem vierten Schützen für das untere MG. Die Finnen konnten im Verlauf der Kämpfe fünf Flugzeuge erbeuten, die neben sechs später von den Deutschen eroberten bis 1945 von den finnischen Luftstreitkräften eingesetzt wurden.
Durch ihre Stationierung im Westen des Landes entgingen die Maschinen weitgehend den ersten deutschen Angriffen am 22. Juni 1941 auf die Sowjetunion und begannen wenige Stunden später ihre ersten Angriffe auf deutsche Truppenkolonnen. Es wurden in der Regel massierte Einsätze mit bis zu 100 Bombern geflogen.
Die erstmalige Bombardierung Berlins durch sowjetische Flugzeuge erfolgte in der Nacht vom 7. zum 8. August 1941. 15 DB-3 des 1. MTAP (Minen- und Torpedofliegerregiment) der Baltischen Rotbannerflotte starteten unter Führung von Oberst Preobraschenski vom auf der estnischen Insel Saaremaa gelegenen Flugplatz Kagul in Richtung Berlin mit direktem Anflug über die Ostsee. Aufgrund der hohen Entfernung konnte jedes Flugzeug nur 500 Kilogramm Bombenlast befördern. Der Angriff erfolgte um 23:45 Uhr, anschließend erfolgte der Rückflug auf der gleichen Route.
Mangelnde Erfolge dieser Angriffe und die sinkende Verfügbarkeit infolge fehlender Luftherrschaft, der starken Luftabwehr (allein das 1. Minen- und Torpedofliegerregiment verlor die Hälfte seiner Maschinen) sowie durch mangelnde Ersatzteilversorgung führten ab 1942 zu einer Änderung der Taktik, bei der die Maschinen in kleinen Gruppen oder einzeln in der Nacht eingesetzt wurden.
Nach dem Ende des Zweiten Weltkrieges in Europa wurden die Maschinen noch im Krieg gegen Japan in Korea, Japan und im Pazifik gegen japanische Kriegsschiffe eingesetzt.
Insgesamt existierten von der DB-3 1.528 Exemplare.

## Aufbau
Die DB-3 war ein Mitteldecker mit einem Flügel von mittlerer Streckung, dünnem Profil und einer Landeklappe. Sie besaß ein Einziehfahrwerk, eine glatte Außenhaut und einen schmalen Rumpf. Diese Merkmale wurden zur Erreichung einer hohen Geschwindigkeit gewählt. Der Prototyp ZKB-26 war in Gemischtbauweise konstruiert. Der Rumpf und das Seitenleitwerk bestand aus Holz, die Flügel und das Höhenleitwerk aus Dural. Die Serienvariante war ein Ganzmetallflugzeug.

## Versionen
| Versionen     | Merkmale |
| ------------- | --- |
| ZKB-26/ZKB-30 | erster bzw. zweiter Prototyp |
| DB-3b         | erste Serienversion, ausgerüstet mit zwei M-85-Motoren (Startleistung je 563 kW) |
| DB-3M         | 1938 an die Luftstreitkräfte ausgelieferte Ausführung mit stärkeren M-86-Triebwerken (Startleistung je 699 kW) |
| DB-3T         | Marinefliegervariante, ausgerüstet mit einem 45-12-AN-Torpedo oder Seemine MAW-1. Entwicklung ab 1938, Serienproduktion ab Herbst 1939. |
| DB-3TP        | mit verstärkten Flächen und Schwimmern ausgerüstete Version der DB-3T. Die Entwicklung begann 1937, die Flugerprobung im Frühjahr 1938. Die Maschine wurde jedoch wegen Produktionsverzögerungen nicht in die Produktion übernommen. Stattdessen wurde nur die DB-3T gebaut.        |
| DB-4 (ZKB-56) | Prototyp einer etwas größeren Ausführung, 1940 erprobt, kein Serienbau. Weiterentwicklung war die Il-6 |
| Anmerkungen   | sämtliche Ausführungen der DB-3 wurden in späteren Produktionsreihen mit stärkeren M-87A (gleiche Startleistung wie M-86, aber bessere Leistung in großen Höhen)- bzw. M-88-Motoren ausgestattet. Erst diese ab 1939 gefertigten Motoren erreichten eine Standzeit von 150 Stunden. |

## Technische Daten

Dreiseitenriss

| Kenngröße             | ZKB-26 (1. Prototyp)                             | ZKB-30 (2. Prototyp)                             | DB-3b                                                            |
| --------------------- | ------------------------------------------------ | ------------------------------------------------ | ---------------------------------------------------------------- |
| Spannweite            | 21,40 m                                          | 21,44 m                                          | 21,44 m                                                          |
| Länge                 | 13,70 m                                          | 14,22 m                                          | 14,22 m                                                          |
| Höhe                  | 4,35 m                                           | k. A.                                            | 4,35 m                                                           |
| Flügelfläche          | 65,60 m²                                         | 65,60 m²                                         | 65,60 m²                                                         |
| Leermasse             | 4.100 kg                                         | 4.200 kg                                         | 5.030 kg                                                         |
| Startmasse            | 6.000 kg                                         | 6.250 kg                                         | 7.442 kg                                                         |
| Antrieb               | zwei luftgekühlte 14-Zylinder-Doppelsternmotoren | zwei luftgekühlte 14-Zylinder-Doppelsternmotoren | zwei luftgekühlte 14-Zylinder-Doppelsternmotoren                 |
| Typ                   | Gnome-Rhône 14K                                  | M-85                                             | M-88B                                                            |
| Leistung              | je 765 PS (563 kW)                               | je 850 PS (625 kW)                               | je 950 PS (699 kW)                                               |
| Höchstgeschwindigkeit | 330 km/h in Bodennähe 390 km/h in 3.250 m Höhe   | 335 km/h in Bodennähe 409 km/h in 4.000 m Höhe   | 354 km/h in Bodennähe 439 km/h in 4.900 m Höhe                   |
| Steigzeit             | 15,6 min auf 5.000 m                             | k. A.                                            | 25,2 min auf 7.000 m                                             |
| Gipfelhöhe            | 13.100 m                                         | 10.000 m                                         | 9.600 m                                                          |
| Reichweite            | 4.000 km                                         | 4.000 km                                         | 3.800 km                                                         |
| Bewaffnung            | zwei 7,62-mm-MG SchKAS (vorgesehen)              | keine                                            | drei bewegliche 7,62-mm-MG SchKAS ein bewegliches 12,7-mm-MG UBT |
| Bombenlast            | 1.000 kg                                         | keine                                            | 2.500 kg                                                         |